# 譚培堃
譚培堃，贵州修文人，清朝政治人物、同進士出身。
同治七年（1868年）戊辰科進士，三甲一百二十六名，官四川雅安縣知縣。